# Villa Armena
Villa Armena è un edificio storico nel comune di Buonconvento, situato sulla SP451 quasi al confine con il comune di San Giovanni d'Asso, in provincia di Siena.

## Storia
Il nome della villa, che risale al XVI secolo, dovrebbe derivare da quello della fanciulla Armena de' Malavolti, alla cui famiglia appartenne questo feudo. In seguito fu posseduta dall'abbazia di Monte Oliveto Maggiore, e dalle famiglie dei Bernabei e dei Saraceni. All'inizio dell'Ottocento fu dei Borgiotta e in seguito dei Giacone, attuali proprietari, che ne hanno fatto un relais.

## Descrizione
Situata su un'altura, è composta da un fabbricato padronale e da numerosi annessi agricoli e di servizio. La villa, il cui progetto è stato attribuito a Baldassarre Peruzzi, mostra un fronte sobrio, in mattoni a facciavista, con uno sviluppo su due piani più mezzanino di coronamento. La facciata è asimmetrica, con portale al centro, dotato di cornice di mattoni, e una loggia al primo piano spostata verso lo spigolo destro, con due arcate a tutto sesto (oggi chiuse da vetri). Le finestre sono di forma rettangolare, sia al piano nobile che nel coronamento, comprese entro un marcapiano e la cornice del sottotetto.
Si possono leggere in facciata alcuni segni di restauri, che dovettero andare a riparare i danni di alcuni terremoti che danneggiarono la zona (tra cui quello del 26 maggio 1798), come l'arco di rinforzo sul portale e alcune ricuciture delle pareti esterne.
Si accede agli spazi interni da un androne in cui si trovano le scale per i piani superiori.

### Giardini
La sistemazione dei giardini è moderna, adattandosi su quello che restava di un taglio semicircolare di fronte alla villa. La cancellata di accesso si trova lungo il prospetto laterale, che dà alla strada.
La grande tenuta agraria circostante è frazionata in tre proprietà. In una di queste si trova l'antica cappella, fatta erigere all'inizio del Settecento dai padri Olivetani.